# Vicea, Maramureș
Vicea (în maghiară Vicsa, în germană Witzeldorf) este un sat ce aparține orașului Ulmeni din județul Maramureș, Transilvania, România.

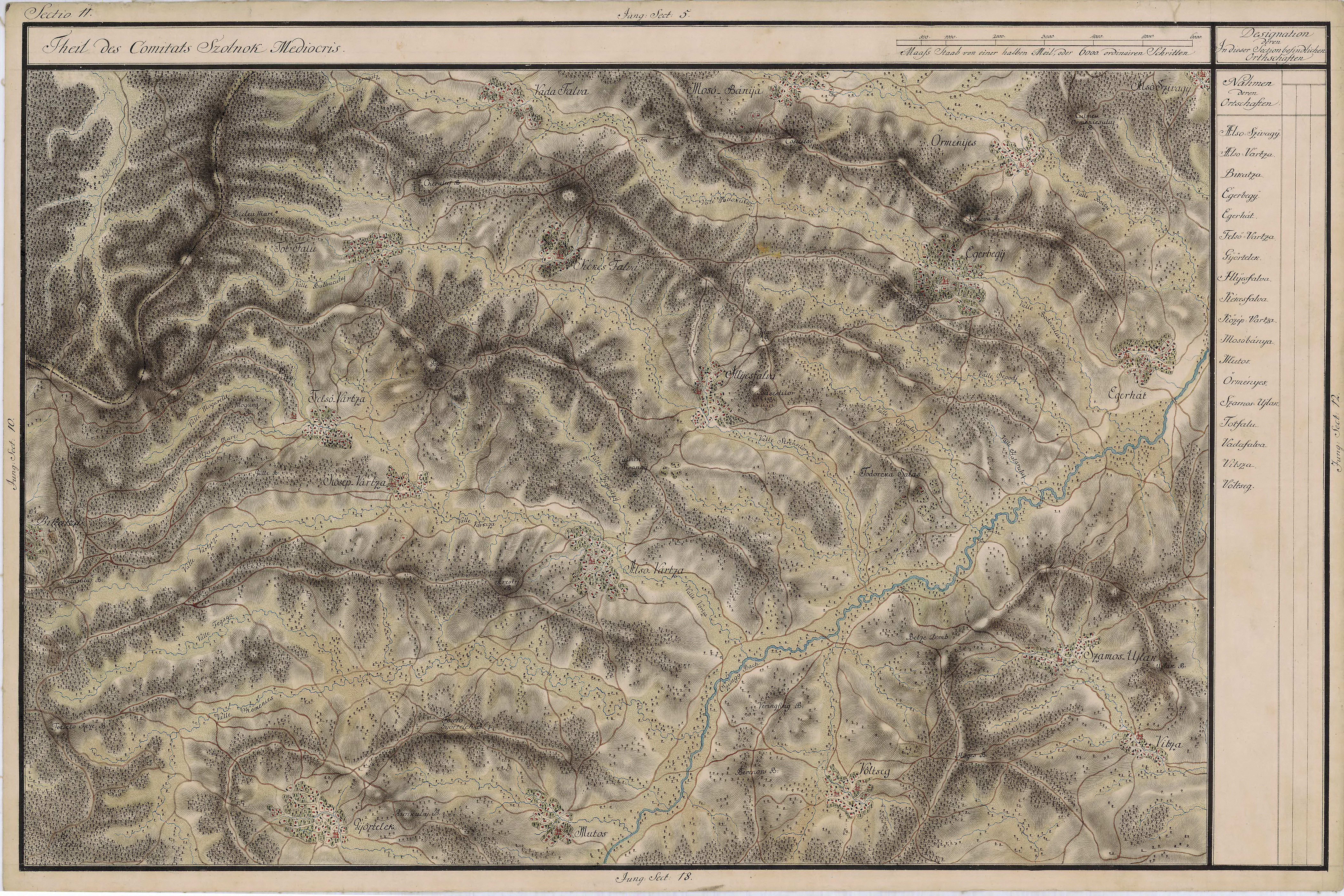
Vicea în Harta Iosefină a Transilvaniei

## Etimologie
Etimologia numelui localității: din antrop. Vicea. 

## Demografie
La recensământul din 2011, populația era de 334 locuitori. 

## Istorie
Prima atestare a satului apare în data de 15 iunie 1388, în care satul figurează sub denumirea Wychcha. 
Până în 1920 a făcut parte din varmeghia Sălaj al Austro-Ungariei.

## Personalități locale
- Ignațiu Darabant (1738-1805), episcop greco-catolic de Oradea, coautor al petiției Supplex Libellus Valachorum (1791).
- Viorel Mureșan (n. 1953), poet. Vol. Scrisori din Muzeul pendulelor (1982), Biblioteca de os (1991).